# Atusaye Nyondo
Atusaye Nyondo (né le 25 juillet 1988) est un footballeur malawite. Il joue au poste d'attaquant avec l'équipe sud-africaine du University of Pretoria FC.

## Biographie
Le 9 juillet 2014, Nyondo signe un contrat de trois ans dans le club de l’université de Pretoria, dans lequel il était prêté la saison précédente.

## Buts internationaux
|    | Date             | Lieu                                              | Adversaire | Résultat | Compétition                        |
| -- | ---------------- | ------------------------------------------------- | ---------- | -------- | ---------------------------------- |
| 1. | 5 septembre 2008 | Stadium El Hadj Hassan Gouled, Djibouti, Djibouti | Djibouti   | 0-3      | Qualifications coupe du monde 2010 |